# Clay Paky
Claypaky est un constructeur de systèmes d'éclairage dans le secteur du divertissement (théâtre, télévision, concerts, discothèques et évènements extérieurs) ainsi que dans le domaine architectural. L'entreprise est située à Seriate, vers Bergame, à environ 40 km de Milan en Italie.
Elle opère depuis des locaux modernes abritant des laboratoires de recherches et développements, l'usine de production principale ainsi que les services de contrôle qualité, de ventes et administratifs. Actuellement, Clay Paky exporte 95% de sa production à travers une organisation mondiale de ventes et de service représenté par un réseau actif de revendeurs dans plus de 80 pays dans le monde.
Le 20 décembre 2022, l'entreprise est vendue par Osram, au groupe Arri.

## Histoire

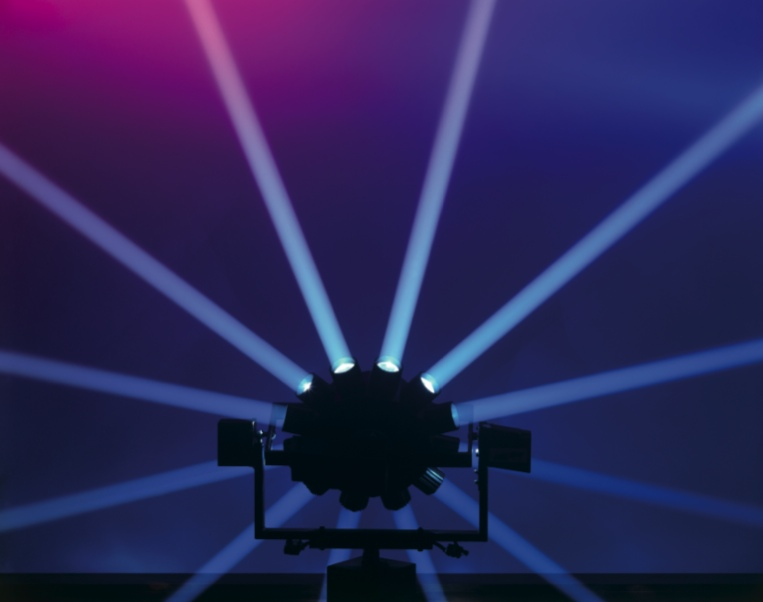
LAstrodisco de Clay Paky, projecteur de discothèque largement utilisé dans les années 1980.

L'entreprise Claypaky a été fondée en août 1976, nommée en raccourcissant et en anglicisant le nom de son fondateur, Pasquale (Paky) Quadri, un des premiers entrepreneurs à avoir réalisés des progrès technologiques dans l'éclairage, ayant eu un énorme succès dans l'industrie du spectacle et du divertissement.
En 1982, Claypaky présentait l'Astrodisco, qui utilisait une unique lampe afin de projeter plusieurs rayons lumineux colorés sur les plafonds et les pistes de danse. Cinq ans plus tard, elle lançait Brilliant, un projecteur robotisé contrôlé digitalement, c'était le précurseur d'une nouvelle génération de projecteurs « intelligents ». Il est suivi en 1988 par le Golden Scan, un projecteur avec miroir pivotant, il était le premier luminaire qui implémentait une technologie avec un moteur pas à pas à la place des servomoteurs.
Salué par la presse spécialisée comme « le projecteur le plus populaire et aux meilleures ventes dans le monde », le Golden Scan est devenu un effet d'éclairage couramment utilisé dans les discothèques et les concerts de rock durant les années 1980 et 1990. Le groupe de rock londonien Klaxons avait revendiqué que ce projecteur était une inspiration derrière leur tube à succès Golden Skans sur le thème de la lumière.
Depuis les années 2000, Claypaky a aussi développée son offre dans les domaines architecturaux en intérieur et en extérieur. En 2000, elle a déménagé son quartier général dans le nouveau complexe industriel de Seriate (Bergame), et a obtenu la certification de conformité de la norme UNI EN ISO 9001.
Claypaky a été en constante évolution, avec un chiffre d'affaires de plus de 50 millions d'euros en 2011, en hausse de près de 50% par rapport à 2010 (33 millions d'euro). Elle avait une main-d'œuvre d'environ 200 personnes.[réf. nécessaire]
Peu de temps avant le décès de son fondateur en 2014, l'entreprise a été vendu à Osram. Claypaky à ensuite été acquis par le Groupe Arri, le 1er mars 2023.

## Récompenses
| Année            | Prix                                                                 | Nom du prix                         | Nomination                      |
| ---------------- | -------------------------------------------------------------------- | ----------------------------------- | ------------------------------- |
| 2021             | Best Entertainment & Infotainment Product                            | TheAVard                            | Produit : XTYLOS                |
| 2019             | Best Debuting Product in Lighting                                    | LDI                                 | Produit : XTYLOS                |
| 2019             | Best Advancement in Lamp Technology                                  | PLSN                                | Produit : XTYLOS                |
| 2019             | Outstanding Lighting Product Innovation                              | PALM Sound and Light Award          | Produit : Sharpy Plus           |
| 2017             | Best Hard Edge LED Spot                                              | PLSN Goldstar Product Award         | Produit : Axcor Profile 900     |
| 2017             | Award for Innovation                                                 | Plasa Awards                        | Produit : K-EYE                 |
| 2017             | Lighting Product                                                     | World Show                          | Produit : Scenius               |
| 2016             | Award for Innovation                                                 | Plasa Awards                        | Produit : Scenius Profile       |
| 2015             | Indispensable Technology                                             | Parnelli Awards                     | Produit : Mythos                |
| 2015             | Best Debuting Lighting Product                                       | LDI Awards                          | Produit : Spheriscan            |
| 2015             | Lighting Product of the Year                                         | Live Design Awards                  | Produit : Mythos                |
| 2014             | Indispensable Technology                                             | Parnelli Awards                     | Produit : A.leda B-EYE          |
| 2014             | Best Debuting Lighting Product - Honourable Mention                  | LDI Awards                          | Produit : Mythos                |
| 2014             | Award for Innovation                                                 | Plasa Awards                        | Produit : Mythos                |
| 2014             | Best Lighting Product                                                | PIPA Awards                         | Produit : A.leda B-EYE          |
| 2013             | Best Debuting Lighting Product                                       | LDI Awards                          | Produit : A.leda B-EYE          |
| 2013             | Award for Innovation                                                 | Plasa Awards                        | Produit : A.leda B-EYE          |
| 2012             | Best Debuting Lighting Product                                       | LDI Awards                          | Produit : Sharpy Wash           |
| 2012             | Lighting Product of the Year                                         | Live Design Awards                  | Produit : Shotlight Wash        |
| 2011             | Empresa de iluminación del año                                       | Premios Producciόn Audio            | Entreprise : Clay Paky          |
| 2011             | Most Creative Use of Lighting                                        | LDI Awards                          | Entreprise : Clay Paky          |
| 2011             | Best Debuting Lighting Product                                       | LDI Awards                          | Produit : Alpha Spot 800 QWO    |
| 2011             | Indispensable Technology                                             | Parnelli Awards                     | Produit : Sharpy                |
| 2011             | Rock Our World Awards                                                | Plasa                               | Produit : Sharpy                |
| 2011             | Lighting Product of the Year                                         | Live Design Broadway Master Classes | Produit : Sharpy                |
| 2010             | Best Debuting Lighting Product - Honourable Mention                  | LDI Awards                          | Produit : Sharpy                |
| 2010             | Award for Innovation                                                 | Plasa Awards                        | Produit : Sharpy                |
| 2010             | Award for Innovation - Special Commendation                          | Plasa Awards                        | Produit : ALPHA PROFILE 700     |
| 2010             | Important contribution to the development of the club industry       | Ciribelli Awards                    | Entreprise : Clay Paky          |
| 2008             | Award for Innovation                                                 | PLASA                               | Produit : ALPHA BEAM 300        |
| 2002             | New Lighting Product                                                 | LIVE AWARDS                         | Produit : Stage Profile Plus SV |
| 2001             | Design Excellence                                                    | PLASA                               | Produit : CP Color              |
| 1999             | New Product of the Year                                              | BEDA                                | Produit : Stage Line            |
| 1999             | New Lighting Fixture of the Year                                     | LIVE AWARDS                         | Produit : Stage Line            |
| 1999             | Club Lighting Effects of the Year                                    | ETA                                 | Produit : Stage Line            |
| 1999             | Budget Lighting Effect of the Year                                   | ETA                                 | Produit : Stage Color 300       |
| 1998             | Al Miglior Concerto                                                  | TELEGATTO TV Sorrisi & Canzoni      | Entreprise : Clay Paky          |
| 1998             | The Art and Technology of Show Business                              | EDDY AWARD                          | Produit : Stage Line            |
| 1998             | Luminaire of the Year                                                | EN TECH                             | Produit : Mini Scan HPE         |
| 1998             | Innovative Lighting Product of the Year                              | ETA                                 | Produit : Stage Line            |
| 1997             | Club Lighting Effect of the Year                                     | ETA Disco International             | Produit : Golden Scan HPE       |
| 1997             | Lighting Product of the Year Entertainment: Most Promising Prototype | LDI                                 | Produit : Stage Line            |
| 1997             | Honourable Mention: Best Big Booth                                   | LDI                                 | Entreprise : Clay Paky          |
| 1997             | Light Product of the Year                                            | TCI                                 | Produit : VIP 300               |
| 1997             | Award for Product Excellence                                         | PLASA                               | Produit : Stage Scan            |
| 1996             | Best Light Show of the Year                                          | LIGHTING DIMENSION                  | Produit : CP Show               |
| 1996             | New Lighting Product of the Year                                     | LIVE AWARDS                         | Produit : Golden Scan HPE       |
| 1994, 1996       | Full Sized Moving Light                                              | EN TECH                             | Produit : Golden Scan 3         |
| 1993, 1995, 1996 | Light Product of the Year                                            | BEDA                                | Produit : Golden Scan 3         |
| 1995             | Innovative Light Effect                                              | DISCO INTERNATIONAL                 | Produit : Golden Scan HPE       |
| 1995             | Lighting Effect                                                      | DISCO INTERNATIONAL                 | Produit : Golden Scan 3         |
| 1995             | European Company                                                     | LIVE AWARDS                         | Entreprise : Clay Paky          |
| 1994             | Club Lighting Effect                                                 | DISCO & CLUB                        | Produit : Golden Scan 3         |
| 1994             | Automated Luminaire                                                  | LIVE AWARDS                         | Produit : Golden Scan 3         |
| 1993             | Club Lighting Product                                                | DISCO & CLUB                        | Produit : Golden Scan 3         |
| 1992             | Manufacturer of the Year                                             | DISCO & CLUB                        | Entreprise : Clay Paky          |
| 1992             | Lighting Award                                                       | BEDA                                | Produit : Golden Scan 2         |
| 1990, 1991       | Lighting Effect                                                      | DISCO & CLUB                        | Produit : Golden Scan 2         |

## Le MoMS - Musée de l'éclairage de spectacle moderne  (Museum of Modern Showlighting)
Un projet conçu par Pasquale Quadri (1947-2014) et officiellement ouvert en 2015 — l'année internationale de la lumière de l'UNESCO — le Musée de l'éclairage de spectacle moderne (MoMS) est le premier musée européen qui couvre spécifiquement tous les secteurs où l'éclairage scénique joue un rôle vital.
Le musée étudie la chronologie des avancées en matière de technologie d'éclairage en parallèle avec le développement du contexte socio-culturel.
Après une brève introduction historique sur les débuts de l'éclairage scénique dans la Grèce Antique, la visite se concentre sur les années 1980 avec le développement des effets lumineux qui sont devenus une part de notre mémoire collective à travers des comédies musicales comme Saturday Night Fever. Enfin, la visite se termine sur le présent avec les projecteurs robotisés complexes disponibles sur le marché actuel.
Le musée dispose aussi d'une bibliothèque d'archives historiques de critiques ainsi que d'une salle de multimédia.